# زادالمسافرین
زادالمسافرین، مهم‌ترین اثر ناصر خسرو قبادیانی بلخی، فیلسوف، متکلم، سخنور و حجت نامدار اسماعیلی است که نزدیک به ۱۰۰۰ سال پیش از این (۴۵۳ (قمری)) تألیف شده و معتبرترین و عمده‌ترین منبع در شناخت اندیشه‌ها و باورهای او به‌شمار می‌آید.
این کتاب، یکی از مهم‌ترین آثار کلامی فلسفی اسماعیلی و حاوی واپسین باورهای مذهبی و ایده‌های کلامی و جهان‌شناختی رسمی فاطمیان در دوره امپراتوری دینی آنان است، پیش از آن که دعوت فاطمی دچار دودستگی نزاری و مستعلوی شود.
زادالمسافرین در زمره متون منثور کهن فارسی است و به جهت روزگار تألیف و روش نگارش، از دیرباز مورد توجه سبک شناسان نثر فارسی بوده‌است. زادالمسافرین سرشار از واژه‌های نادر و کهن فارسی است و افزون بر آن، برابرنهاده‌های فارسی ارزشمندی برای اصطلاحات فلسفی عربی در آن آمده که سخت در خور توجه ‌است.
در اشعار ناصر خسرو آمده است:
ز تصنیفات من زادالمسافر        که معقولات را اصل است و قانون         اگر بر خاک افلاطون بخوانند             ثنا خواند مرا خاک فلاطون 

این کتاب عقایید و باور اسماعیلیان را به خوبی تشریح میکند و از آن به عنوان ماخذ تاریخی الهیات مذهب اسماعیلیه نیز یاد میگردد. ناصر خسرو در الهیات اسماعیلیه تعریف روشن و دقیق و درعین حال باعث نزاع را مطرح میکند که از سوی دیگر فرقه های اسلامی مورد تردید و مخالفت قرار میگیرد. ناصر خسرو کوشیده است بین علم و دین ارتباط پیدا کند و علم و فلسفه را با دین هم آهنگ سازد. تا جاییکه از وحی و آفرینش و خدا شناسی موضوع مهمی را مطرح میکند. به باور ناصرخسرو تمام هستی کتاب الله است و پیامبر با الهام از هستی وحی الهی را به زبان خویش باز گو میکند. 

## دستنوشته‌ها و انتشار
به نوشته سید محمد عمادی حائری، زادالمسافرین به سبب محتوای کلامی فلسفی و زبان ویژه و کهن، متنی آسان نیست. همین موضوع موجب شده که دستنوشته‌های بر جای مانده از آن آکنده از اغلاط و تصحیفات باشد، جدای از آن که نسخه‌های اصیل و کهن آن بس اندک است.
زادالمسافرین نخستین بار به کوشش محمد بذل الرحمن در سال 1341 ق در برلین به چاپ رسید. علی قویم نیز این اثر را در سال 1338 ش در تهران منتشر کرد. سید محمد عمادی حائری در سال 1384 در تهران تصحیح انتقادی خود را از این اثر عرضه کرد و ویراست دوم این تصحیح در سال 1393 ش در تهران (میراث مکتوب) و لندن (مؤسسۀ مطالعات اسماعیلی) به چاپ رسید. این دو ویراست اخیر، همراه با شرح لغات و اصطلاحات از سید اسماعیل عمادی حائری (پدر مصحح) است که در اصل پایان نامه دانشگاهی وی در سال 1343 ش در دانشکدۀ ادبیات دانشگاه تهران بوده است. عمادی حائری در تصحیح خود اثبات کرده است که نام اصلی این اثر زادالمسافر است و عنوان زادالمسافرین حاصل تصرف کاتبان بعدی در متن اثر است.
سیدمحمد عمادی حائری، پس از نسخه‌شناسی تطبیقی زادالمسافرین و برگزیدن کهن‌ترین، اصیل‌ترین و صحیح‌ترین نسخه‌ها، با تأمل در مفاهیم کلامی فلسفی اسماعیلی از سویی و دقت‌های واژه‌پژوهانه و سبک‌شناسانه از دیگر سو، به تصحیح انتقادی این اثر پرداخته و برای نخستین بار متنی صحیح و اصیل از آن عرضه کرده‌است. او همچنین تعلیقاتی پیرامون اثبات متن و ضبط نسخه‌ها، بر متن ویراسته خود افزوده‌است.
ناصرخسرو در میان فارسی زبانان عمدتا به عنوان یک شاعر معروف است. چون شعر ناصر خسرو از حکمت و خرد حرف میزند و مخاطب آن خاص است و نه عام بنابرین در میان مردم  تا حدی ناشناخته باقی مانده  است. ناصرخسرو فیلسوف و متکلم بود. او در مورد هستی و معرفت شناسی و الهیات بحث جدی و مهمی را مطرح میکند. در کنار اینکه به عنوان یک اسماعیلی مذهب مورد بی مهری قرار گرفته است ولی گاهی همطراز دانستن او در میان شاعران نیز بی انصافی است. چون شاعری کمترین شان ناصر خسرو است. او قبل از همه یک متفکر و صاحب اندیشه است که علم را به خدمت بشریت معرفی میکند و از مدح سلطان و حکام وقت جدا خود داری میکند.  اشعار و آثار ناصر خسرو با خرد و عقلانیت معنا شده است. چنانکه می گوید: من آنم که در پای خوکان نریزم / مر این قیمتی دُرّ لفظ دری را